# Gurbrü
Gurbrü (frz. selten auch Corbruil) ist eine politische Gemeinde im Verwaltungskreis Bern-Mittelland des Kantons Bern in der Schweiz.
Neben der Einwohnergemeinde existiert unter diesem Namen auch eine Burgergemeinde.

## Geographie
Gurbrü liegt im Schweizer Mittelland am Rand des Grossen Mooses. Die Gemeinde besteht aus dem Dorf Gurbrü und dem Weiler Stämpflerei, der bis 1854 zur Gemeinde Ried bei Kerzers, Kanton Freiburg, gehörte. Die Nachbargemeinden von Norden beginnend im Uhrzeigersinn sind Wileroltigen, Ferenbalm, Ried bei Kerzers und Kerzers selbst.

## Politik
Gemeindepräsident ist seit 2022 Marc Friedli (Stand 2024).
Bei den Nationalratswahlen 2023 betrugen die Wähleranteile in Gurbrü (in Klammern die Veränderung im Vergleich zu den Wahlen 2019 in Prozentpunkten): SVP 58,56 % (+3,06), Mitte 11,62 % (+2,34), glp 7,72 % (+3,33), SP 7,20 % (−2,87), Grüne 5,25 % (−6,07), EDU 4,56 % (+4,13), FDP 2,82 % (−0,47), EVP 1,04 % (−0,88), Weitere 1,22 % (−2,57).

## Bevölkerung
| Jahr | Einwohner |
| ---- | --------- |
| 1764 | 135       |
| 1850 | 277       |
| 1900 | 229       |
| 1950 | 247       |
| 2000 | 238       |
| 2004 | 247       |
| 2020 | 254       |

## Verkehr
Gurbrü liegt an der A1, besitzt selbst jedoch keine Auffahrt. Die Bahnlinie Kerzers–Gümmenen verläuft durch Gurbrü, die Haltestelle liegt jedoch etwas abseits in Ferenbalm und wurde auf den Fahrplanwechsel 8./9. Dezember 2018 endgültig geschlossen. Dieser Halt auf Verlangen ermöglichte es, via Flamatt oder Bern-Bümpliz nach Bern zu gelangen. Alternativ gibt es gute Bahnverbindungen in vier Richtungen im nahen Kerzers.

## Geschichte
1963–1981 führte eine Gesamtmelioration zu grösseren Parzellen in der Landwirtschaft.
2014 feierte Gurbrü sein 800-jähriges Bestehen.

## Sehenswürdigkeiten und Bilder

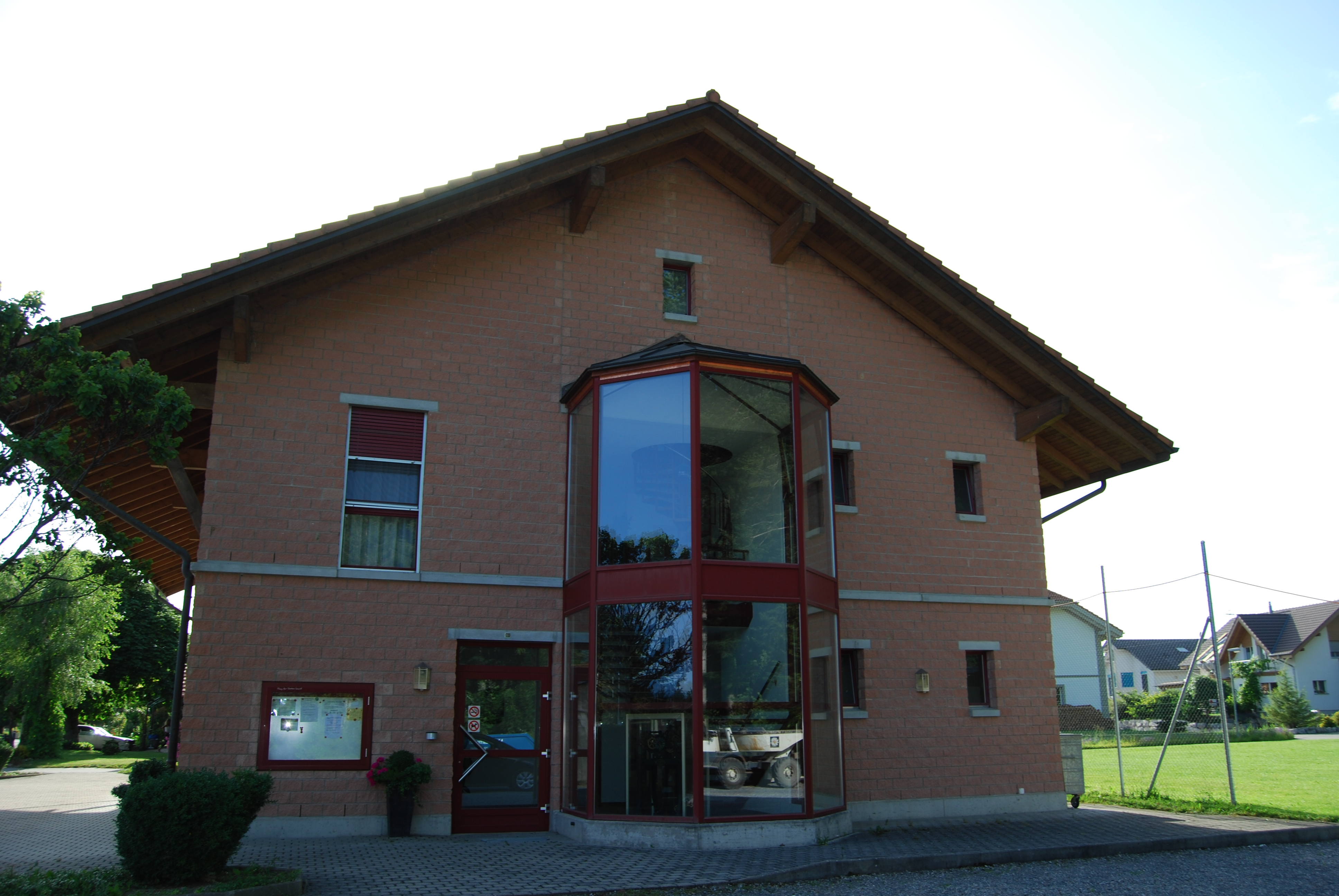
Gemeindehaus von Gurbrü
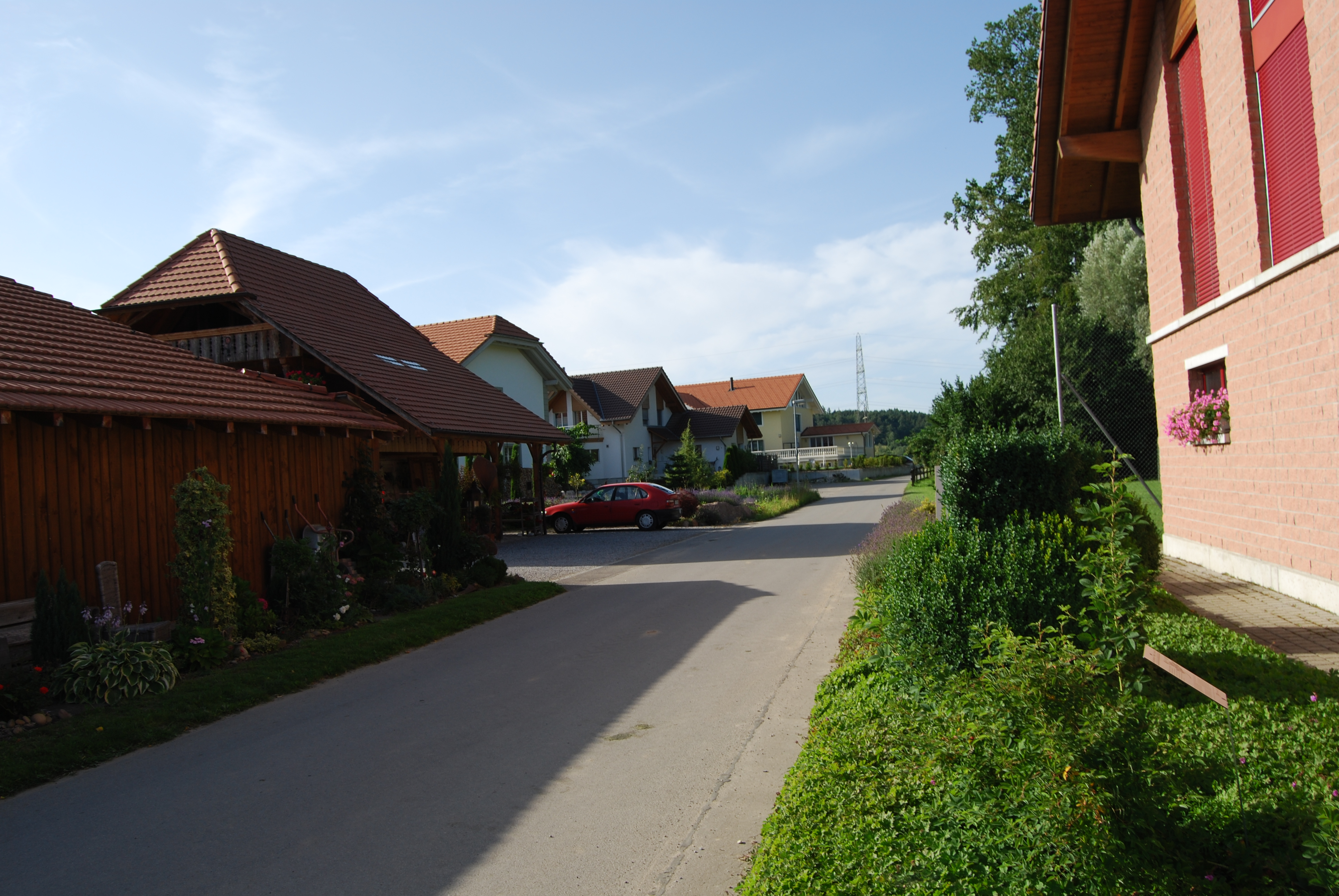
Dorfzentrum
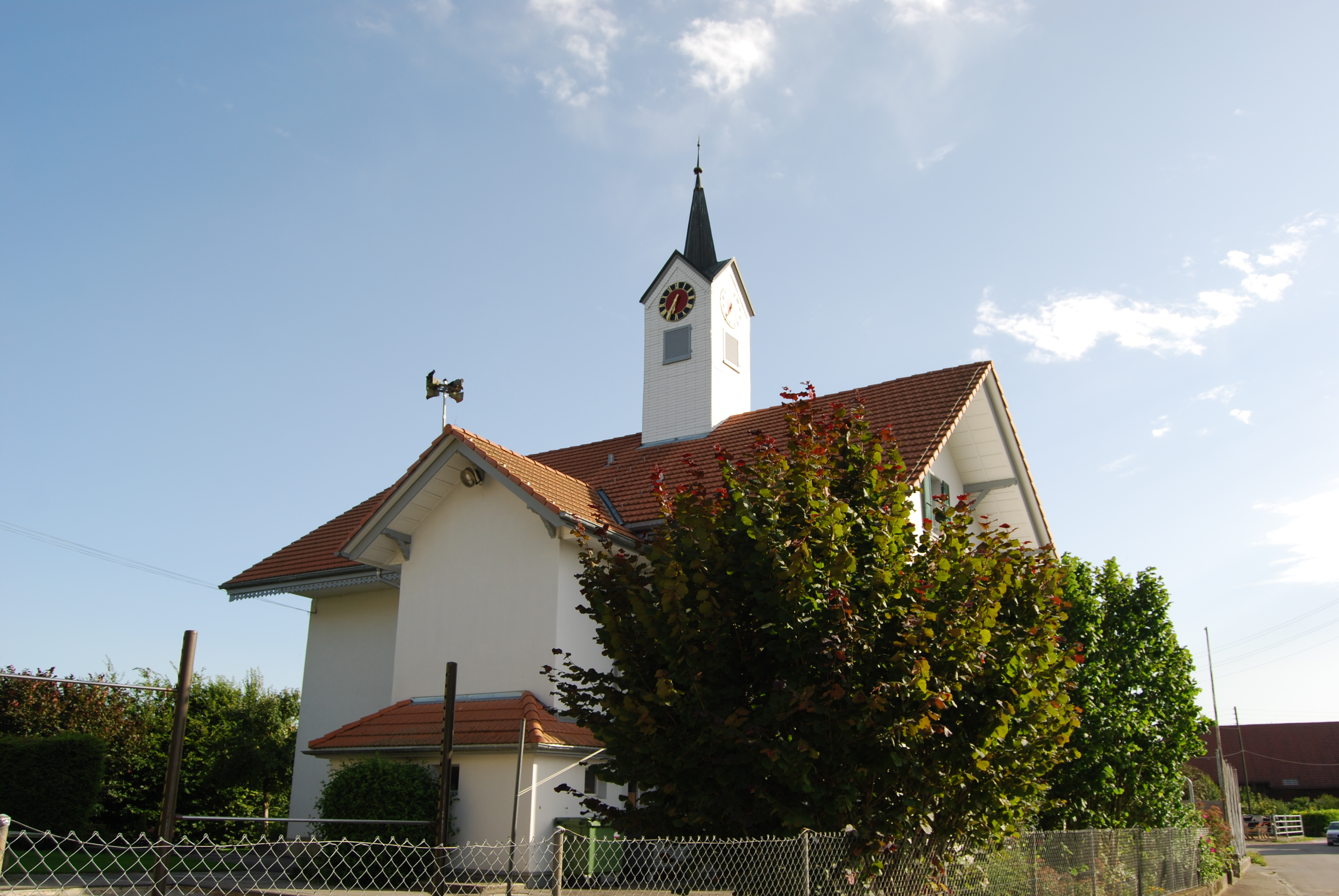
Schulhaus
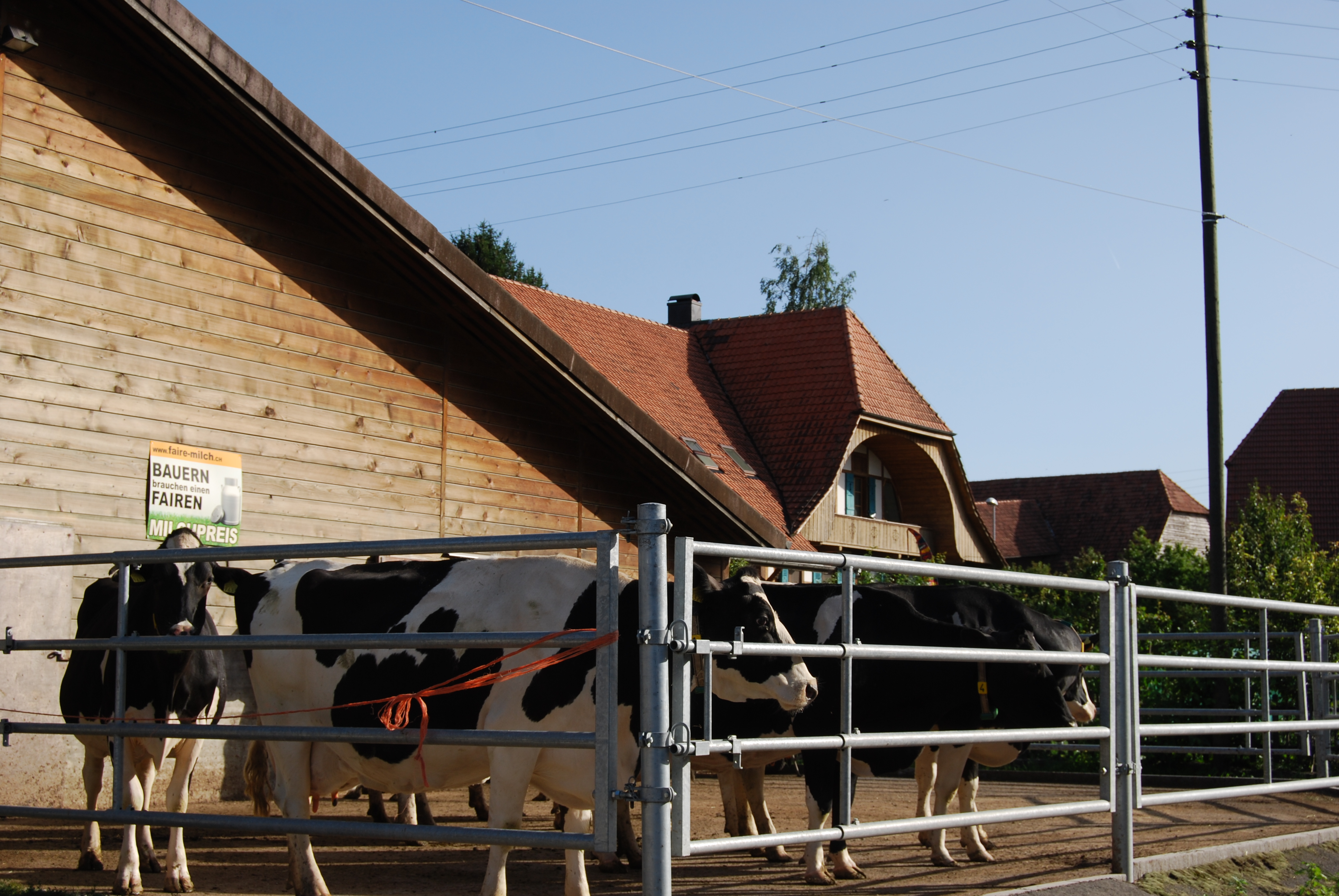
Bauernbetrieb in Gurbrü